# Praia D'El Rey European Cup
De Praia D'El Rey European Cup was een driedaags toernooi voor golfprofessionals in 1997, 1998 en 1999.

## Geschiedenis
De Praia d'El Rey Golf Club opende in 1997 en vierde dit met de eerste editie van de European Cup. Dit toernooi was een nieuwe formule waarbij twee teams van tien spelers tegen elkaar speelden, een team van de Ladies European Tour en een team van de European Senior Tour. De dames speelden daarbij niet vanaf dezelfde tee als de heren.
In 1997 werd de eerste editie gewonnen door het herenteam. Het jaar daarop eindigde het toernooi in gelijke stand waardoor de heren de Cup mochten houden. De derde en laatste editie was kleinschaliger, de teams bestonden elk uit zes spelers. De dames met 11-9.
De winnende deelnemers kregen ieder £10.000, de verliezers ieder £ 5.000.

## Teams

### 1997
Dames: Trish Johnson, Patricia Meunier-Lebouc 

Heren: Maurice Bembridge, Antonio Garrido, Tommy Horton, Brian Waites

### 1998
Dames: Lora Fairclough, Sophie Gustafson, Maria Hjorth, Trish Johnson, Marie-Laure de Lorenzi, Karen Lunn, Catroina Matthew, Mhairi McKay, Alison Nicholas, Catrin Nilsmark. 

Heren: Neil Coles, Tommy Horton, Brian Huggett, David Jones, Christy O'Connor jr., Denis O'Sullivan, Eddie Polland, Jim Rhodes, Bobby Verwey, Brian Waites

### 1999
Dames: Laura Davies, Lora Fairclough, Sofia Gronberg Whitmore, Sophie Gustafson, Trish Johnson, Alison Nicholas, Marie-Laure de Lorenzi (captain) 

Heren: Jerry Bruner, Neil Coles, Antonio Garrido, Ross Metherell, John Morgan, Eddie Polland, Tommy Horton (captain)